# Тоя пухнасторота
Тоя пухнасторота, аконіт шерстистовустний (Aconitum lasiostomum) — вид рослин родини жовтецеві (Ranunculaceae), поширений у Європі.

## Опис
Багаторічна рослина заввишки 50–150 см. Квітки жовті, шолом циліндричний, 14–18 мм висотою. Листянки опушені. Трав'яниста рослина з коротким кореневищем. Листки 3–7-пальчасто-роздільні, чергові, частки їх широкі, клиноподібні, що розходяться. Нижні листя на довгих черешках, верхні — короткочерешкові або сидячі. Суцвіття — густа китиця довжиною до 20–30 см з жовтуватими квітками.

## Поширення
Поширений у помірній Європі (Естонія, Латвія, Білорусь, Центрально-Європейська й Північно-Західно-Європейська Росія, Румунія, Молдова, Україна).
В Україні вид зростає в лісах, чагарниках, на узліссях — в Лісостепу і Криму, спорадично.